# دیتلو گتارد متارد
دیتلو گتارد متارد (انگلیسی: Ditlev Gothard Monrad؛ ۲۴ نوامبر ۱۸۱۱ – ۲۸ مارس ۱۸۸۷) یک دیپلمات، و کشاورز اهل دانمارک بود.